# أدب تشالوكيا الغربية باللغة الكنادية

منطقة تشالوكيا الغربية في الهند.

أُنتج قسم كبير من أدب تشالوكيا الغربية باللغة الكنادية في عهد إمبراطورية تشالوكيا الغربية (من عام 973 – حتى عام 1200م) في ما يُعرف الآن بجنوب الهند. دُعيت هذه السلاسة التي حكمت معظم هضبة الدكن الغربية في جنوب الهند بسلالة كالياني تشالوكيا في بعض الأوقات تيمنًا بعاصمتها الملكية في كالياني (أصبحت الآن باسافاكاليان) ودُعيت أيضًا بسلالة تشالوكيا الأخيرة نسبة إلى صلتها النظرية بسلالة تشالوكيا في بادامي العائدة للقرن السادس. لفترة وجيزة (من عام 1162 – حتى عام 1183)، استغلت سلالة كالاتشوريس من كالياني، وهي سلالة من الملوك الذين كانوا قد هاجروا مسبقًا إلى إقليم كارناتاكا من الهند الوسطى وكانوا دولة تابعة لعدة أجيال، ضعف أسيادها المتنامي وانضمت إلى الكالياني. نحو عام 1183، أطاح سليل تشالوكيا الأخير، سوميشفارا الرابع، بالكالاتشوريس واستعاد السيطرة على المدينة الملكية. لكن هذه الجهود كانت دون جدوى، إذ دمّر تابعون بارزون آخرون للتشالوكيا في ديكان، مثل الهويسالا والكاكاتيا والسيونا، بقايا سلطة التشالوكيا.
عادة ما يصنَف نتاج هذه الفترة من أدب الكانادا ضمن المرحلة اللغوية المدعوة بالكانادا القديمة. شكّل معظم الإنتاج النصي لديوان تشالوكيا وكان يتعلق في غالبيته بالتطور الاجتماعي والديني للعقيدة الجاينية. يعود أوائل الكتاب واسعو الشهرة المنتمين إلى العقيدة الشيفاوية إلى هذه الفترة أيضًا. تحت رعاية الملك بيجالا الثاني الكالاشوري، الذي كان باسافانا، شاعر الكانادا والمصلح الاجتماعي المعروف، رئيس وزرائه، انتشر شكل محلي من الأدب الشعري يدعى أدب فاتشانا (حرفيًا يعني «تعبير» أو «قَول» أو «عبارة»). يمكن تتبع بداية طريقة فاتشانا الشعرية في المناطق الناطقة بلغة الكانادا إلى بدايات القرن الحادي عشر. أشاع شعراء البلاط التشالوكيين أدب الكانادا المكتوب على وزن تشامبو، الذي يتألف من نثر وشعر. على كل حال، مع ظهور حركة الفيراشيفاوية الدينية (حرفيًا تعني «أتباع الإله شيفا الشجعان») في منتصف القرن الثاني عشر، فضل الشعراء استخدام أوزان تريبادي المحلي (أبيات شعرية من ثلاثة سطور تتألف من أحد عشر غاناس أو تفعيلة) وهادوغابا (الشعر الغنائي) والشعر الحر في قصائدهم.
لم تكن المشاركات الأدبية المهمة في الكانادا عن طريق شعراء البلاط والنبلاء والطبقة الملكية والزاهدين والقديسين الذين كتبوا بأسلوب المارغا (السائد) فحسب، بل كتب العامة والحرفيون من بينهم الإسكافيون والنساجون ورعاة الأبقار والأغنام بأسلوب ديسي (فلكلوري) أيضًا. غير شعراء الفاتشانا أولاء (يدعون فاتشاناكاراس) أدب الكانادا بطريقة ثورية، رفضوا الموضوعات التقليدية التي تمجد الملوك والنبلاء، وكتبوا قصائد تربوية كانت أقرب إلى الشكل المحكي والمغنّى من اللغة. بالإضافة إلى مئات الشعراء الذكور، سُجلت أكثر من ثلاثين شاعرة أنثى، بعضهن كتبن إلى جانب أزواجهن.

## خلفية

### التطورات السياسية
مع نهاية القرن العاشر، تسلمت سلالة كارناتاكية جديدة، تدعى تشالوكيا الغربية، زمام الحكم بعد الإطاحة بإمبراطورية راشتراكوتا من مانياكهيتا (مالكهيد المعاصرة في منطقة جولبارجا، كارناتاكا). يعود تاريخ أول نقوشهم إلى عام 957 تقريبًا ويُعزى إلى حاكم ثانوي، تيلابا الثاني من تاردافادي، الذي أصبح لاحقًا الملك المؤسس للإمبراطورية، في منطقة بيجابور، كارناتاكا. يشير نقش من عام 967 تقريبًا إلى حدوث تمرد فاشل نظمه تشاتيدافا، ملك محلي يرجع نسبه إلى عائلة تشالوكيا، بمساعدة رئيس الكادامبا في مدينة المعبد بانافاسي. على كلٍ، مهدت هذه الأحداث الطريق لتيلابا الثاني ليطلق تمردًا ناجحًا ضد كاركا الثاني ملك الراشتراكوتا بمساعدة رئيس الكادامبا في مدينة هانغال.
انتهى عهد الملاحم والكلاسيكيات السنسكريتية والبراكريتية العظيمة قبل قرن من حدوث هذه التطورات السياسية. وفّرت هذه الفترة المثمرة مجموعة واسعة من الأدب الذي يمكن التعبير عنه بلغة الكانادا المحلية. وجدت الكانادا، التي ازدهرت بوصفها لغة الخطاب السياسي ولغة الأدب في بلاط راشتراكوتا، دعمًا حماسيًا من قبل ملوك التشالوكيا. لم يهيمن الجاينيون النافذون الذين كانوا يشكلون 30% من التعداد السكاني، طبقًا للمؤرخ أيه. إس. ألتيكار، على المشهد الثقافي للقرنين التاسع والعاشر في كارناتاكا فحسب، بل كانوا متلهفين لتشجيع الأدب باللغة المحلية أيضًا. طبقًا للبروفيسور إس. إن. سين، وهو زميل بحثٍ في المجلس الهندي للأبحاث التاريخية، بلغ أدب الكانادا تحت حكم التشالوكيا «كمال الهيئة». زعم الباحثان شيلدون بولوك وجان هوبن أن 90% من النقوش التشالوكية الملكية استخدمت لغة الكانادا، تنحيةً افتراضيةً للسنسكريتية بصفتها اللغة الرسمية لخطاب البلاط.

### التيار الأدبي
التزم الكتّاب الجاينيون لعدة قرون بعد الكافيراجامارغا («طريق ملكي للشعراء»، نحو عام 850)، وهي أقدم الأعمال الأدبية الكانادية الموجودة - بالنماذج السنسكريتية التي اعترفت بها الولاية على أنها الطريق لكتّاب الكانادا المستقبليون، بينما استُبعدت أشكال شعرية محلية (مؤلفات مثل التشاتانا والبيداندي) إلى المرتبة الثانية. إن أفضل تمثيل لمدى السطوة التي تمتلكها النماذج السنسكريتية على أدب الكانادا هو قاموس رانا المدعو راناكانادا (990)، حيث تُرجمت كلمات كانادية محلية يومية إلى السنسكريتية. يُضمر هذا أن الشكل الصافي للغة المحلية لم يُعتبر مساويًا للسنسكريتية، من وجهة نظر عالمية. بالتالي استخدمت كتابات الكانادا التي كتبها مؤلفون جاينيون أبياتًا شعرية مثيرة للإعجاب مشتقة من السنسكريتية يتداخل معها النثر لمديح مناقب ملوكهم الرعاة، الذين غالبًا ما قارنوهم بأبطال من الملاحم الهندوسية. بينما قارن أديكافي بامبا (بامبا بهاراتا، 941) سيده، ملك تشالوكيا الإقطاعي أريكيساري، بأرجونا أمير باندافا، في فيكرامارجونا فيجايا، نسخته من الملحمة الهندوسية ماهابهاراتا، وجد رانا (983) أنه من المناسب مقارنة سيده، الملك ساتياشرايا، ببهيما أمير بانديفا.

### الأدب الفلكلوري
فقد الأسلوب الأدبي السائد شعبيته خلال منتصف القرن الثاني عشر في عهد كالاتشوري، نتيجة نهوض المفاهيم الثورية حول النظام الاجتماعي والثقافي. استخدم الفيراشيفاويون، في احتجاجهم، الشكل الأدبي الصافي للكانادا في قصائدهم؛ علاوةً على ذلك، شجعوا الكتاب من الطبقات الأدنى على المشاركة وأقصوا كليًا الموضوعات التي اعتبرها الملك والدير رسمية. بالتالي، اكتسبت قصائد الفاتشانا المكتوبة على الأوزان المحلية، بلغة قريبة من الشكل المحكي للكانادا، اجتذابًا جماهيريًا. وهكذا تم الترويج لعقيدة دينية جديدة عن طريق الفيراشيفاويين تدعى أصولها «بالحركة الفيراشيفاوية» ونوعها الأدبي التواصلي بالفاتشانا. بينما يُصنف شعر الفاتشانا عمومًا على أنه جزء من الأدب البهاكتي (التكريسي) لعموم الهند، تميل تعميمات كهذه إلى إخفاء المواقف السرية جدًا والمعادية للبهاكتية التي اتخذها الكثير من الفاتشاناكاراس. أصل أيدولوجية الفيراشيفاوية وبداية شعرهم مُبهم. طبقًا لدي. آر. ناغاراج، باحث في الثقافات الأدبية في التاريخ، يميل الباحثون المعاصرون إلى تفضيل نظرتين واسعتين: الاندماجية والأصلوية. يتعقب الاندماجيون، مثل إل. باسافاراجو، أصل طريقة الفاتشانا الشعرية إلى كتب الأبانشيد المقدسة السنسكريتية وعقيدة الأغاما، مع أن هذا لا يفسر عدم ظهور الحركة في وقت أبكر في المنطقة المجاورة الناطقة بالتيلوغوية حيث كان من المعروف وجود طوائف شيفاوية متطرفة نشطة. يقترح الأصلويون مثل تشيداناندا ميرثي وإم. إم كالابورغي وجي. إس. شيفارودرابا، أصلًا كارناتاكيًا محليًا للشعر، رغم أنهم لم يفسروا طبيعته الفريدة بصورة شاملة بعد.